# Sonate pour violoncelle et piano de Vierne
Pour les articles homonymes, voir Sonate pour violoncelle et piano.
La Sonate pour violoncelle et piano en si mineur, op. 27, est une œuvre de Louis Vierne en trois mouvements pour violoncelle et piano, et l'un de ses chefs-d'œuvre unanimement reconnus dans le domaine de la musique de chambre, avec la Sonate pour violon et piano, op. 23 et le Quintette pour piano et cordes, op. 42.
Composée en 1910, la partition est dédiée au célèbre violoncelliste espagnol Pablo Casals. La première audition — par Fernand Pollain et Marguerite Long, le 10 février 1912, lors d'un concert de la Société nationale de musique à la Salle Pleyel — remporte un tel succès qu'une seconde audition est immédiatement programmée pour le 28 mars 1912, avec Paul Bazelaire et l'auteur au piano.

## Composition
La Sonate pour violoncelle et piano est composée dans « une des époques les plus douloureuses de cette vie comblée d'épreuves : Vierne, victime d'intrigues assez sordides, venait de voir lui échapper la classe d'orgue du Conservatoire de Paris, à laquelle il avait consacré quinze ans d'activité bénévole en tant que suppléant du titulaire Guilmant ». Il en résulte « une de ces œuvres-cri qui expriment une invincible volonté de vivre et de vaincre quand même ».
La partition est commencée le 8 août 1910, à la faveur de vacances passées dans la famille de Marcel Dupré à Saint-Valery-en-Caux, et achevée le 11 décembre, à son domicile parisien.

## Création
Dédiée à Pablo Casals, la Sonate pour violoncelle et piano est créée en public par Fernand Pollain et Marguerite Long, le 10 février 1912 lors d'un concert de la Société nationale de musique à la Salle Pleyel, remporte un tel succès qu'une seconde audition est immédiatement programmée pour le 28 mars 1912, avec Paul Bazelaire et l'auteur au piano.

## Présentation

### Mouvements
L'œuvre est en trois mouvements :
1. Poco lento ( = 76) — Allegro moderato ( = 116) en si mineur, à 
,
2. Molto largamente ( = 80) en fa dièse mineur, à quatre temps (noté ),
3. Risoluto ( = 116) — Allegro molto ( = 144)en si mineur, à 
 concluant en si majeur

### Analyse
La Sonate pour violoncelle et piano op.27 de Vierne est remarquable par « un sens admirable des proportions qui évite tout sentiment de longueur, trop fréquent, hélas ! dans les œuvres de l'école franckiste », selon Harry Halbreich. Bernard Gavoty, admiratif, y voit la première grande partition de la maturité de Vierne « dominant plus parfaitement son métier. On ne voit guère de sonate moderne qui puisse lui être comparée ».
Dans sa biographie du compositeur, Franck Besingrand présente la Sonate pour violoncelle et piano comme « une de ses œuvres les plus accomplies : on reste subjugué par l'intensité du lyrisme, l'amplitude des thèmes, l'union parfaite et la complémentarité des deux instruments ».

## Discographie
- Sonate pour violoncelle et piano, op. 27 par Reinhold Johannes Buhl (violoncelle) et Raya Birguer (piano) (janvier 1972, LP Calliope CAL 1805)
- Sonate pour violoncelle et piano, op. 27 par Alain Meunier (violoncelle) et Jean Hubeau (piano) (mars 1987, Le Chant du Monde) (OCLC 21323735)
- Sonate pour violoncelle et piano, op. 27 par Yves Savary (violoncelle) et Jérôme Granjon (piano) (1992, Musikhaus Pan) (OCLC 638423729)
- Sonate pour violoncelle et piano, op. 27 par le Groupe de Chambre de Montréal : Jamie Parker (piano), Anne Robert et Marcelle Malette (violons), Nill Grip (alto) et Elizabeth Dolin (violoncelle) (1995, CBC Records MVCD 1085) (OCLC 936607995) — avec le Quintette pour piano et cordes, op. 42
- Louis Vierne : La musique de chambre, enregistrement intégral — Sonate pour violoncelle et piano, op.27 par Yvan Chiffoleau (violoncelle) et Olivier Gardon (piano) (17-20 septembre 1993, 2 CD Timpani 2C2019) (OCLC 70597511)
- Sonate pour violoncelle et piano, op. 27 par Francis Gouton (violoncelle) et Bruno Robillard (piano) (1994, XCP 5015) (OCLC 658898894)
- Sonate pour violoncelle et piano, op. 27 par Valérie Aimard (violoncelle) et Cédric Tiberghien (piano) (13-16 septembre 2000, Lyrinx LYR203) (OCLC 659233016)
- Sonate pour violoncelle et piano, op. 27 par Philippe Pennanguer (violoncelle) et Magali Goimard (piano) (octobre 2007, BNL 112957) (OCLC 762433675)

### Ouvrages généraux
- Harry Halbreich, « Louis Vierne », dans François-René Tranchefort (dir.), Guide de la musique de chambre, Paris, Fayard, coll. « Les Indispensables de la musique », 1987, 995 p. (ISBN 2-213-02403-0, OCLC 21318922, BNF 35064530), p. 914-916 ;
- Marc Vignal, Dictionnaire de la musique, Paris, Larousse, 2005, 1078 p. (ISBN 2-03-511001-7, lire en ligne), « Louis Vierne », p. 1026.

### Monographies
- Franck Besingrand, Louis Vierne, Paris, Bleu nuit éditeur, coll. « Horizons » (no 28), 2011, 176 p. (ISBN 978-2-35884-018-7),
- Bernard Gavoty, Louis Vierne : La vie et l'œuvre, Paris, Buchet/Chastel, 1980 (1re éd. 1943), 322 p.